# Instituto SAE
El Instituto SAE (SAE, anteriormente la Escuela de Ingeniería de Audio y SAE Technology College) es una universidad privada con fines de lucro con campus e instalaciones, incluidas operaciones de franquicia con licencia, en 50 ciudades en 20 países. Fue fundada en 1976 en Sídney por Tom Misner. Ofrece cursos de ingeniería de audio, animación 3D, multimedia, diseño gráfico,  diseño de juegos, cine digital y producción musical.

## Historia
SAE fue establecida por Tom Misner en 1976 en Sídney, convirtiendo un pequeño estudio de publicidad en un salón de clases.
Durante los siguientes seis años, se establecieron campus en Melbourne, Brisbane, Adelaida y Perth. A mediados de la década de 1980, SAE comenzó a abrir universidades fuera de Australia, incluidas ubicaciones en Londres, Múnich, Fráncfort del Meno, Viena, Berlín, Auckland y Glasgow.
En la década de 1990, SAE abrió una oficina central europea en Ámsterdam y se abrieron ubicaciones en París, Hamburgo, Zúrich, Hobart, Colonia, Estocolmo y Milán. Igualmente comenzó a expandirse a Asia en la década de 1990, abriendo ubicaciones en Singapur y Kuala Lumpur. A fines de la década de 1990, se formó SAE Entertainment Company y lanzó programas universitarios completos con la cooperación de la Universidad de Middlesex. En 1999, SAE comenzó a abrir instalaciones en los Estados Unidos y durante la década siguiente abrió ubicaciones en Nashville, Miami, San Francisco, Atlanta, Los Ángeles y Chicago.
En 2000, se comenzó a otorgar licencias a escuelas franquiciadas en India y se abrieron cuatro ese año. En la década de 2000, se abrieron ubicaciones en Liverpool, Madrid, Bruselas, Bangkok, Leipzig, Barcelona, Dubái, Amán, Ciudad del Cabo, Estambul y Serbia . Se firmaron acuerdos de licencia para nuevas escuelas en Catar, Bogotá, Colombia, México, Arabia Saudita y Egipto. La sucursal de Dubái ofrece certificación de grado acreditada por la Universidad de Middlesex. En la década de 2000, SAE también adquirió QANTM, una empresa australiana de producción, medios y capacitación, y trasladó su oficina central a Littlemore Park, Oxford y su sede a Byron Bay, Australia.
En 2010, el Instituto SAE fue vendido a Navitas, una empresa de servicios educativos que cotiza en bolsa. En los años siguientes, se abrieron nuevas ubicaciones en Rumania, Yakarta y Grecia.

### SAE a distancia
En el 2010 apareció SAE Online, anteriormente SAE Graduate College, era una escuela europea no acreditada, de aprendizaje a distancia, patentada y con fines de lucro que ofrecía cursos de posgrado, desde maestrías hasta doctorados en industrias de medios creativos, así como varios otros cursos de habilidades profesionales (cursos cortos ). Desde entonces, se han cesado sus operaciones.

## Alianzas con otras instituciones
SAE está acreditada en Australia y Sudáfrica para otorgar sus propios títulos de licenciatura y maestría y otorga títulos en Europa y en campus con licencia a través de sus asociaciones con la Universidad de Middlesex  Desde 2013, SAE Alemania ofrece una Maestría en Creación Profesional de Medios a través de una asociación con el Institut für Computermusik und Elektronische Medien (Instituto de Música Computarizada y Medios Electrónicos) de la Universidad de las Artes de Folkwang.
Es un socio validado de la Universidad de Middlesex en Londres. Los estudiantes inscritos en un programa validado recibirán un premio Middlesex al completar con éxito sus estudios. Todos los programas BA y BSc están validados por la Universidad de Middlesex.
En 2013 se convirtió en miembro asociado de GuildHE, uno de los dos organismos representativos reconocidos para la educación superior en el Reino Unido.

### Patrocinio
SAE patrocina el concurso nacional de música sin firmar Top of the Ox, ganado recientemente por el cantautor Ian Edwards, en asociación con el sello discográfico Crash Records con sede en Oxford y otras organizaciones.

## Exalumnos notables
- Kriesi
- Mark Paterson - ganador del Oscar y BAFTA por la película de 2012 Les Misérables
- David Donaldson - Ganador del premio Grammy 2005 por la película Ray
- Rob Swire
- Nigel Godrich
- Pritom Ahmed
- Habib Wahid
- Pierre Bourne
- Pogo
- Thomas Juth
- Sampa el Grande
- Shabareesh Varma
- Mahesh Raghván